# Escuelas Ribas
Las Escuelas Ribas son un edificio del municipio de Rubí (Vallés Occidental) protegido como bien cultural de interés local. 

## Historia
Los hermanos Ribas le donaron a su pueblo natal de Rubí una fortuna destinada a la construcción de unas escuelas, de las que existe un anteproyecto de 1912 y un proyecto de 1913, y que fueron construidas finalmente en 1916.
En 1929 se nombró como director a Martí Tauler y Pruneda —un pedagogo republicano que hoy en día da nombre a la biblioteca del pueblo—, quien se mantuvo en el puesto hasta que fue depurado por el régimen franquista en 1939, siendo apartado de la enseñanza y encarcelado durante tres años, al final de los cuales no se le permitió reincorporarse a las Escuelas Ribas.

## Descripción

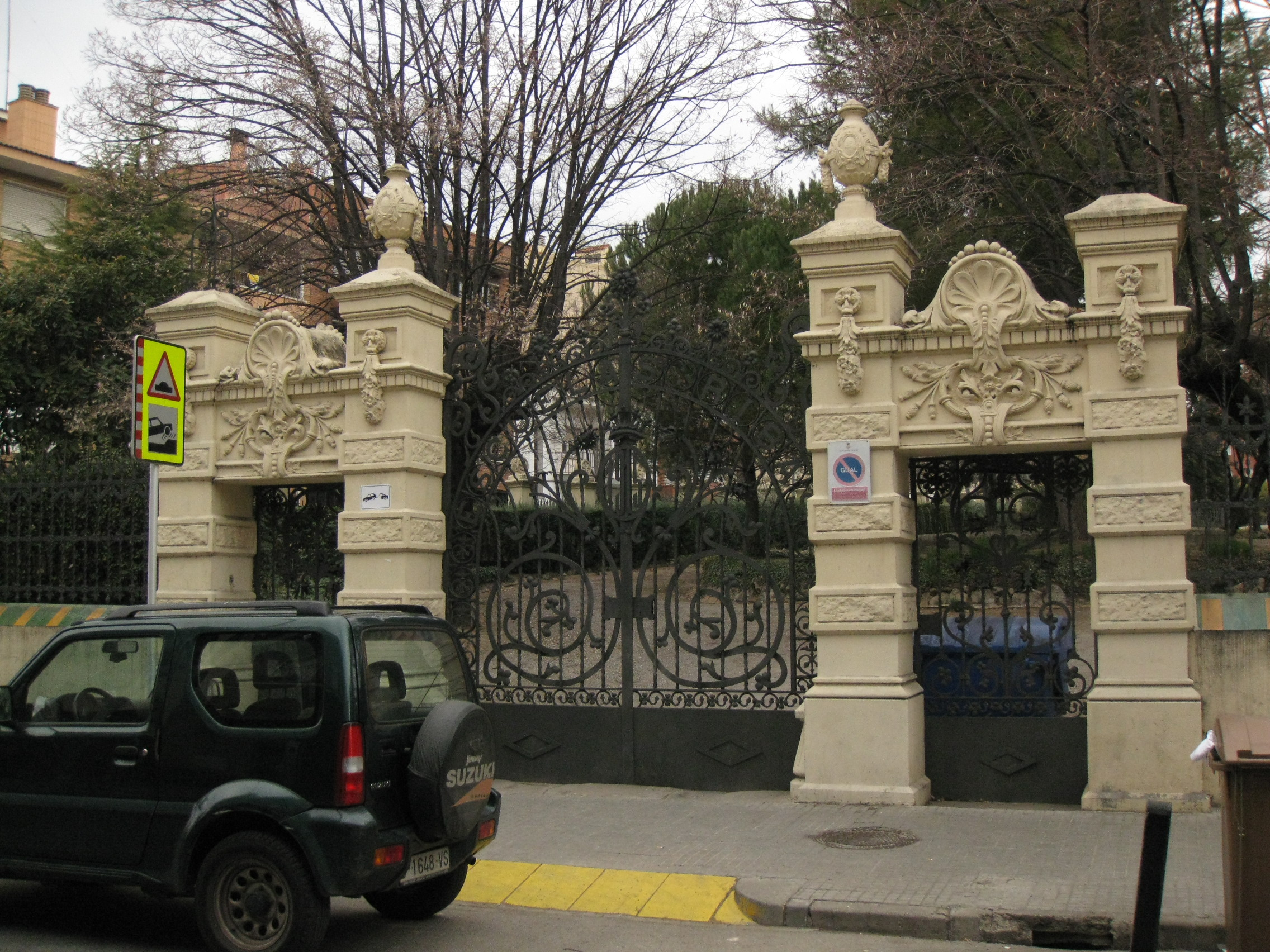
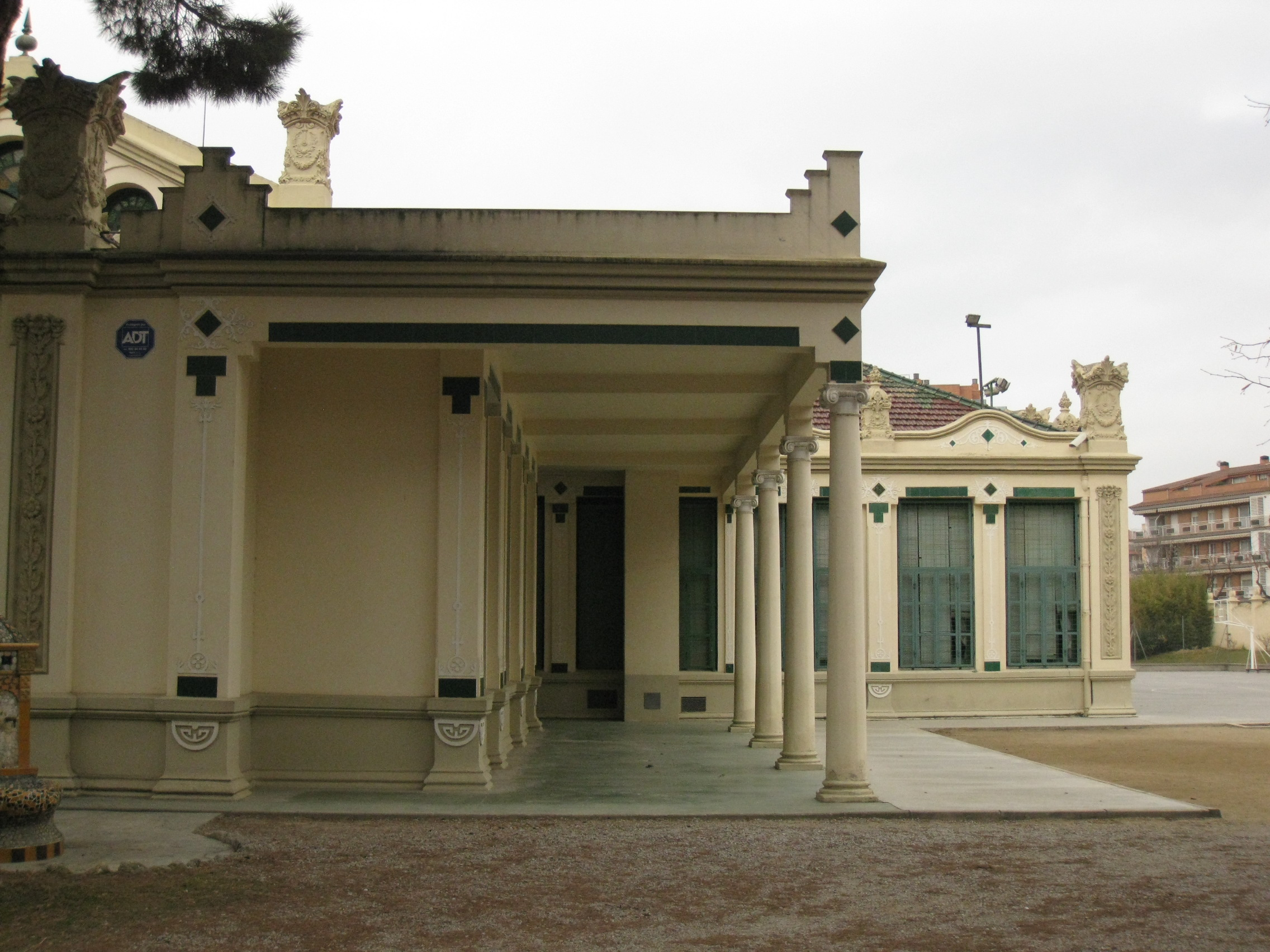
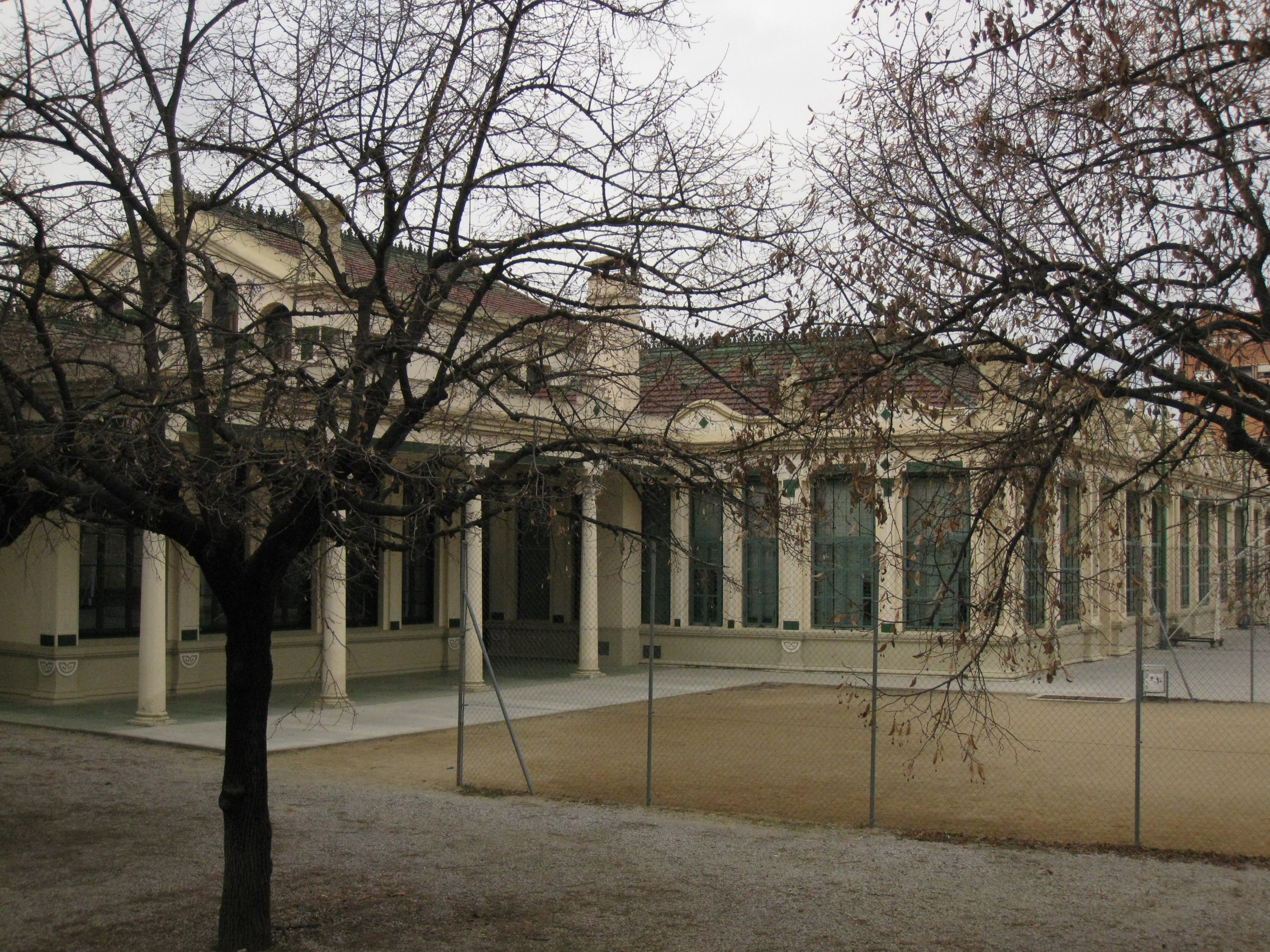
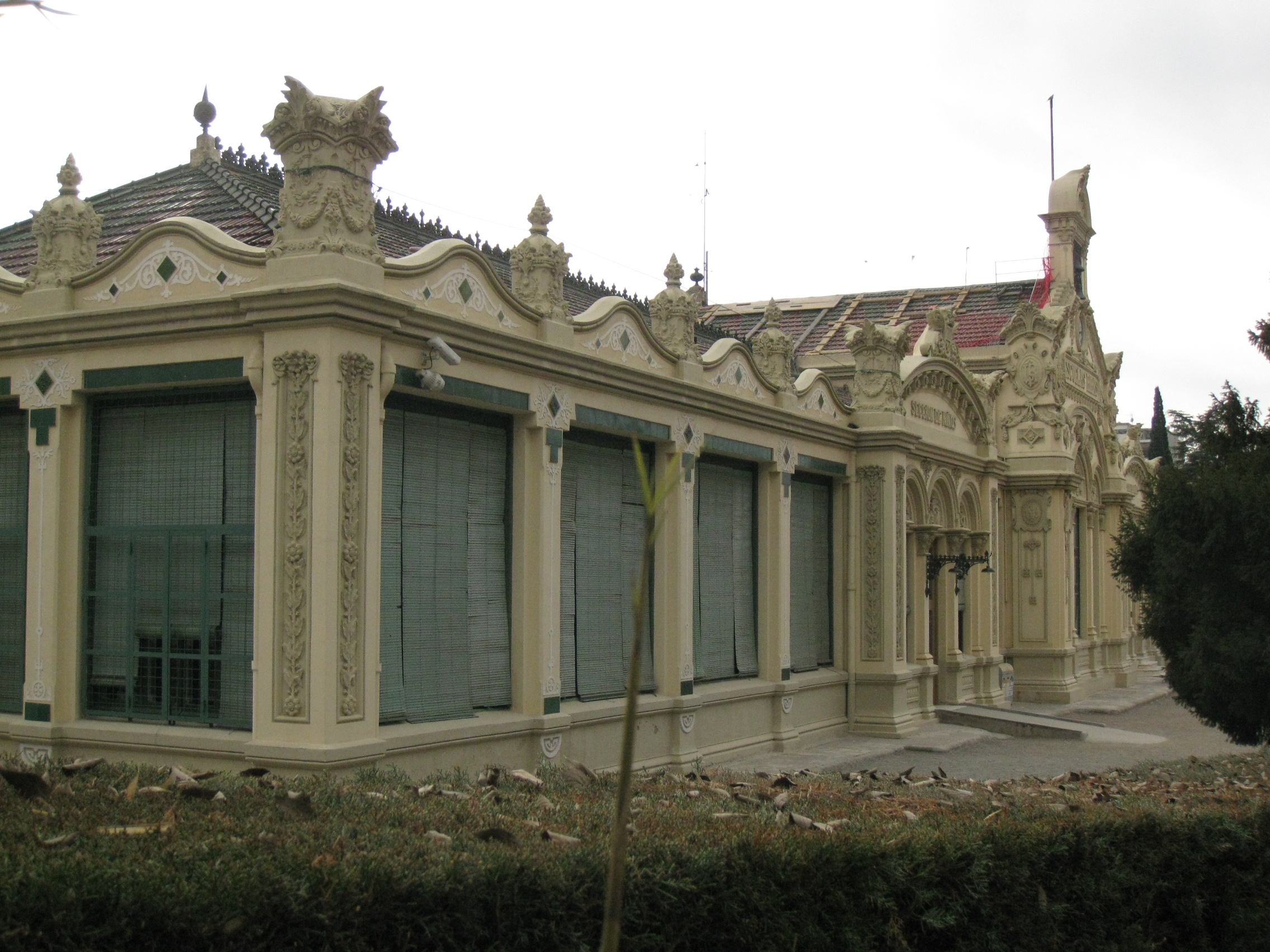
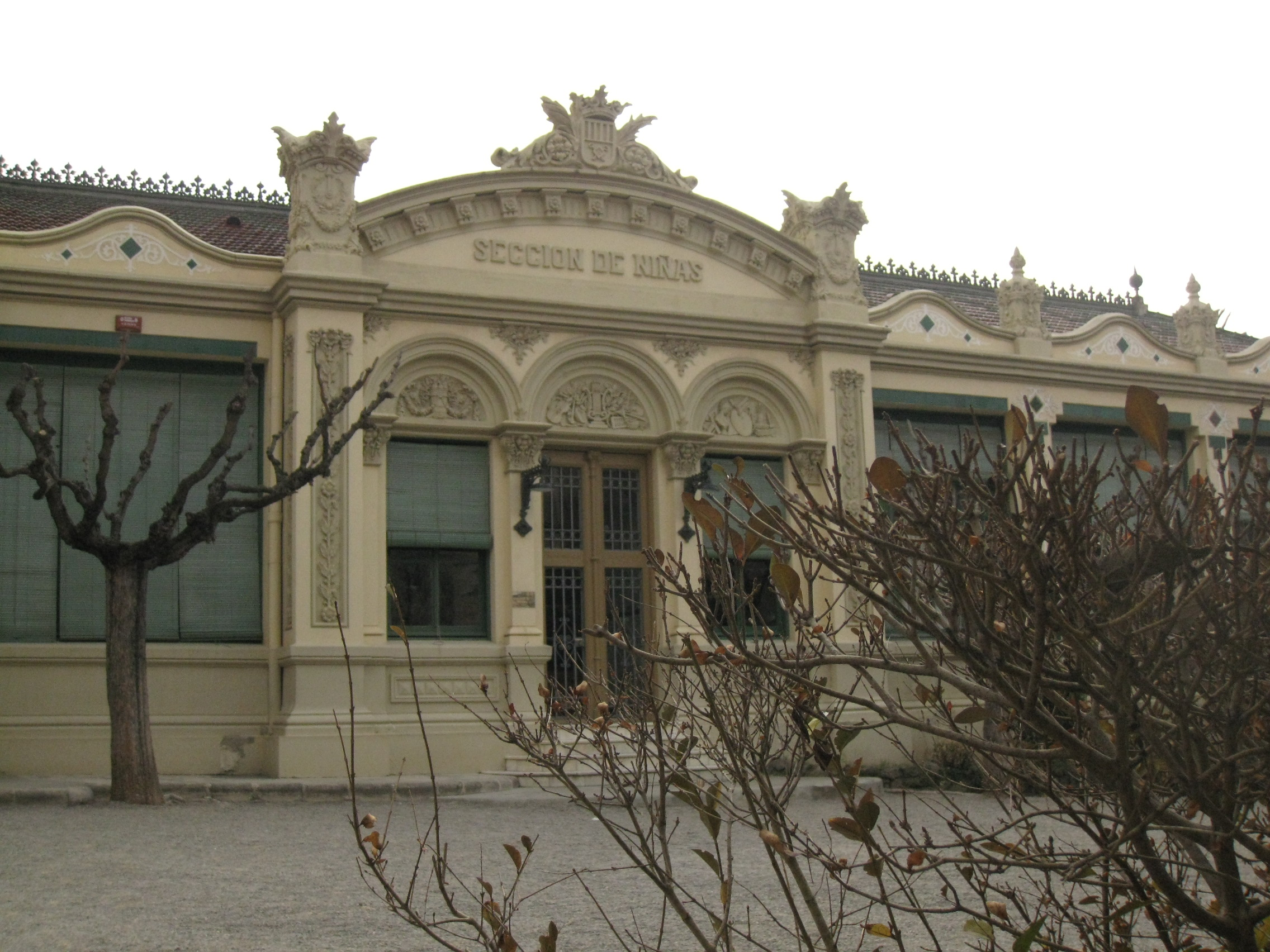

Se trata de un edificio inspirado en las escuelas inglesas de principios del siglo XX, y está formado por varias naves dispuestas simétricamente en función del patio central, que hace las veces de eje. Cuenta con dos naves centrales de dos pisos y dos naves laterales de una sola planta con grandes ventanales. Las naves laterales correspondían a las aulas segregadas para niños y niñas, lo que todavía puede apreciarse en las inscripciones de sus fachadas.refs=
Las cubiertas de cada una de las naves son inclinadas y están hechas con tejas de cerámica vidriada de diferentes colores. Las puertas del jardín presentan decoraciones de hierro forjado, mientras que la decoración de los pilares es de tierra cocida con motivos florales.